# Discospermum polyspermum
Discospermum polyspermum är en måreväxtart som först beskrevs av Theodoric Valeton, och fick sitt nu gällande namn av Markus Ruhsam. Discospermum polyspermum ingår i släktet Discospermum och familjen måreväxter. Inga underarter finns listade i Catalogue of Life.